# Jívová
Obec Jívová (dříve též Jivavá nebo Jivová; německy Giebau) se nachází v okrese Olomouc v Olomouckém kraji. Leží v Nízkém Jeseníku, asi 7 km východně od Šternberka a protéká jí potok Jírovec. Žije zde 632 obyvatel.

## Členění obce
Obec se nečlení na části. Od roku 2016 se skládá ze dvou katastrálních území, Jívová a Jívová I. Převážná většina území obce patří do katastru Jívová o rozloze 15,22 km², Jívová I je naproti tomu velmi malé katastrální území o rozloze 0,06 km², rozkládající se v zalesněném údolí na levém břehu řeky Bystřice.

## Historie
První písemná zmínka o obci pochází z roku 1269, ačkoli již z roku 1220 je známa tzv. Jívovská cesta z Olomouce do Slezska. Jívová původně patřila klášteru Hradisko, poté od poloviny 14. století hradu Tepenci a v roce 1406 ji získal kartuziánský klášter v Dolanech. V době husitských válek zpustla a byla opuštěna, k obnovení vsi došlo až v polovině 16. století. V roce 1581 se Jívová stala městečkem, jež získalo mílové právo, právo týdenního trhu a dvou jarmarků. Městečko se přes svůj jinak převážně zemědělský charakter rozvíjelo, dolanský klášter zde nechal postavit pivovar a vznikly zde také řemeslné cechy, jejichž význam postupně upadl až zřízením císařské silnice z Olomouce do Opavy, která vedla přes Šternberk.
Když byl klášter v roce 1782 zrušen, spravoval Jívavou státní náboženský fond, od kterého ji roku 1825 odkoupil hrabě Filip Ludvík Saint Genois. Ovšem již roku 1850 v souvislosti se vznikem obecních samospráv se Jívová stala samostatnou obcí v politickém a soudním okrese Šternberk. Šlo o relativně velkou, převážně německou obec, která byla centrem pro blízké okolí, fungovala zde továrna na nábytek, tři mlýny, dvě pily a mlékárna. Obyvatelé se také zabývali tkalcovstvím a na kopci Tepenec byl zřízen lom. Po roce 1938 se obec stala součástí Sudet, po válce byli její původní obyvatelé vysídleni a Jívová byla dosídlena Čechy z vnitrozemí. Původní velikosti však již nedosáhla, mj. protože v poválečném období byla zbořena značná část zdejších domů.
Obec se mírně rozšířila na základě zákona č. 15/2015 Sb., o hranicích vojenských újezdů, o katastrální území Jívová I, které do 31. prosince 2015 náleželo k vojenskému újezdu Libavá. Původně ovšem pozemky moderního k. ú. Jívová I tvořily okrajovou část katastrálního území Smilov, jež bylo před vznikem vojenského újezdu Libavá samostatnou obcí, jejíž celá zástavba byla poté srovnána se zemí. K 20. prosinci 2002 se pozemky moderního k. ú. Jívová I staly součástí rozšířeného k. ú. Město Libavá, z něhož bylo vyčleněny k 2. červnu 2014 v rámci příprav na optimalizaci (zmenšení) vojenského újezdu Libavá.
| Rok      | 1869 | 1880 | 1890 | 1900 | 1910 | 1921 | 1930 |
| -------- | ---- | ---- | ---- | ---- | ---- | ---- | ---- |
| Obyvatel | 1966 | 1880 | 1912 | 1816 | 1768 | 1511 | 1553 |
| Domů     | 203  | 209  | 211  | 214  | 212  | 219  | 268  |
| Rok      | 1950 | 1961 | 1970 | 1980 | 1991 | 2001 | 2011 |
| Obyvatel | 718  | 748  | 635  | 609  | 532  | 530  | 563  |
| Domů     | 246  | 178  | 160  | 152  | 150  | 164  | 173  |

1. ↑  Z toho 1529 osob národnosti německé, 17 československé a 7 ostatních.[10]

## Pamětihodnosti
- kostel svatého Bartoloměje z let 1717–1720
- socha Kalvárie z 19. století
- socha sv. Floriána z 19. století
- fara
- zřícenina hradu Tepenec a archeologické naleziště

## Pověsti
Na hradě Tepenci se nacházel zvon, vyrobený celý ze zlata. Jednou hrad oblehla nepřátelská vojska a obránci raději vzácný zvon zasypali do studně. Když bylo po bitvě, snažili se zvon nalézt, ale ten už na svém místě nebyl. Od té doby jej hledalo mnoho hledačů pokladů, ale dosud žádný neuspěl.

## Náboženský život
Obec tvoří součást římskokatolické farnosti Jívová. Ta je součástí děkanátu Šternberk olomoucké arcidiecéze v moravské církevní provincii. Území zdejší farnosti zahrnuje také obce Domašov nad Bystřicí a Hraničné Petrovice.

## Významní rodáci
- Florian Kratschmer von Forstburg (1843–1922), rakouský hygienik
- Rudolf Wanzl (1924–2011), německý podnikatel

## Fotogalerie

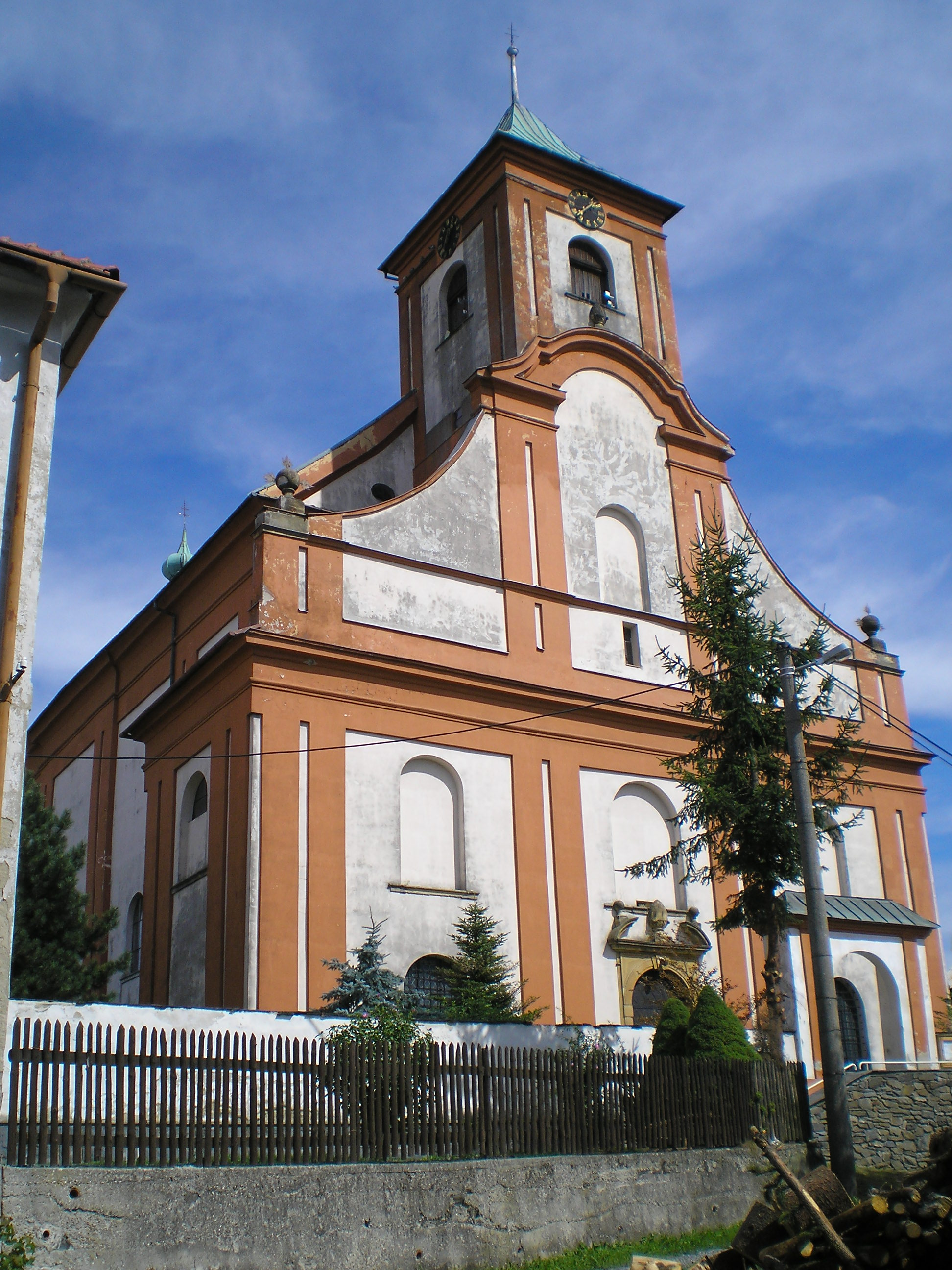
Kostel svatého Bartoloměje
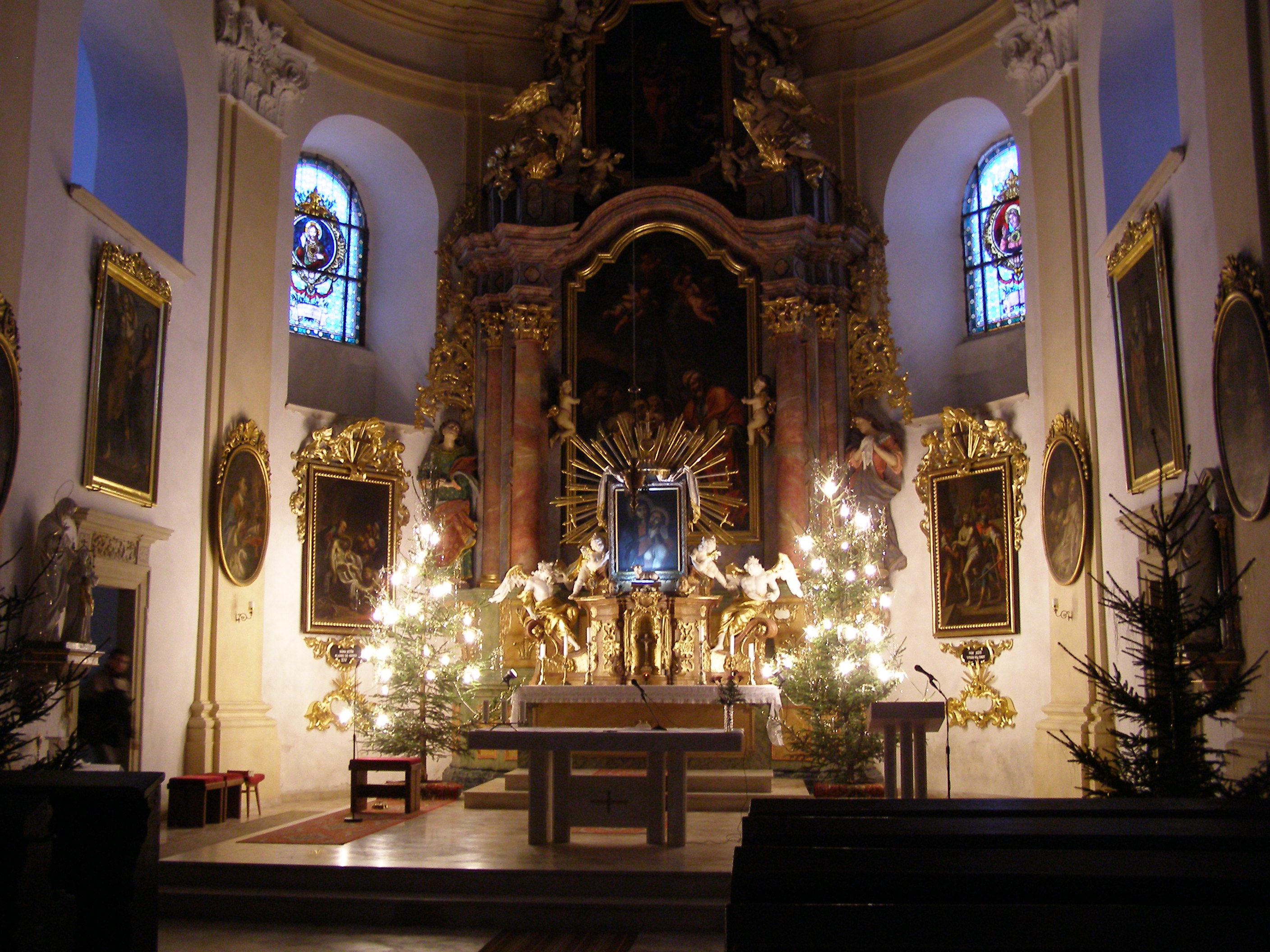
Interiér kostela sv. Bartoloměje
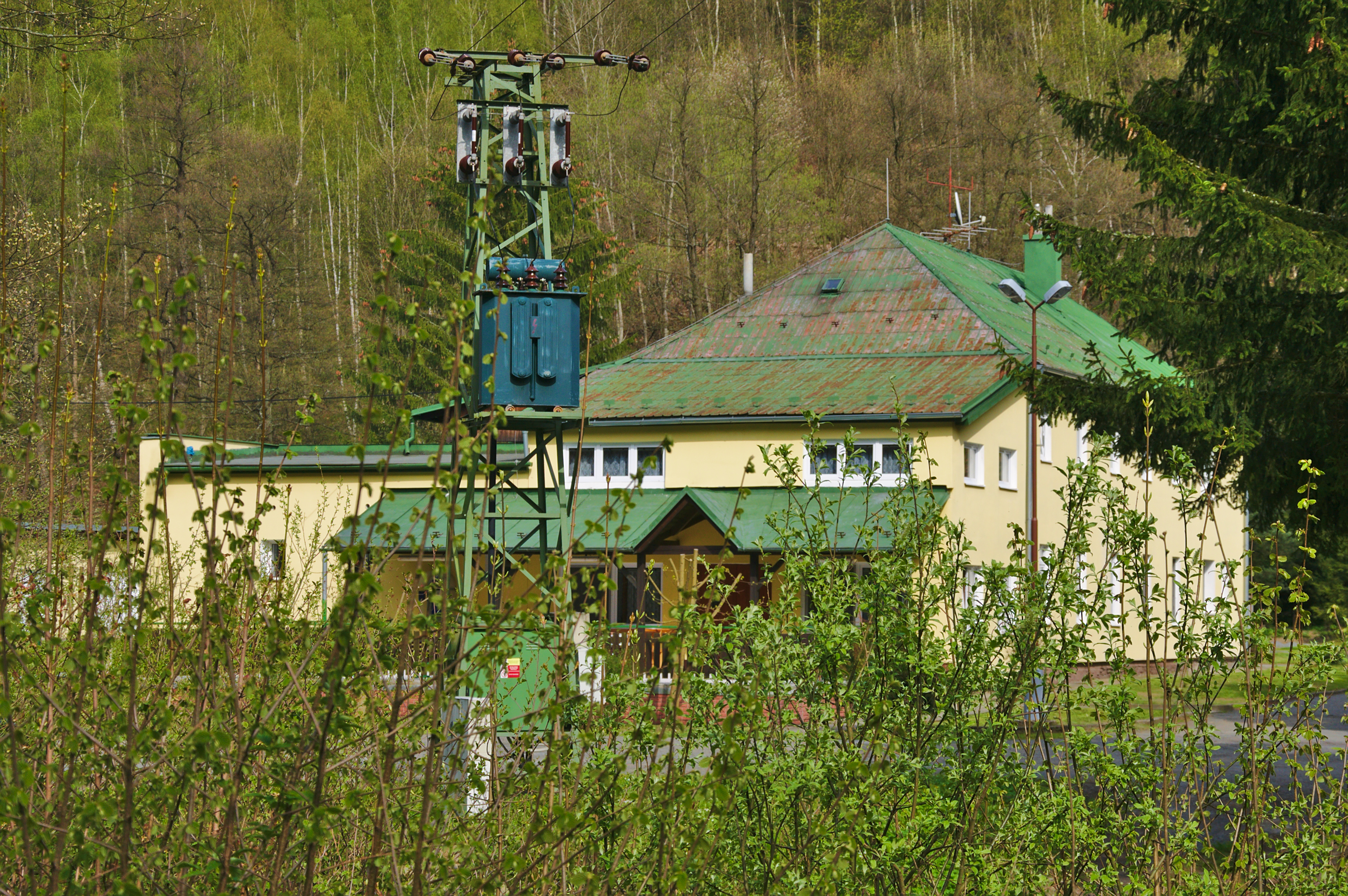
Magdalenský mlýn
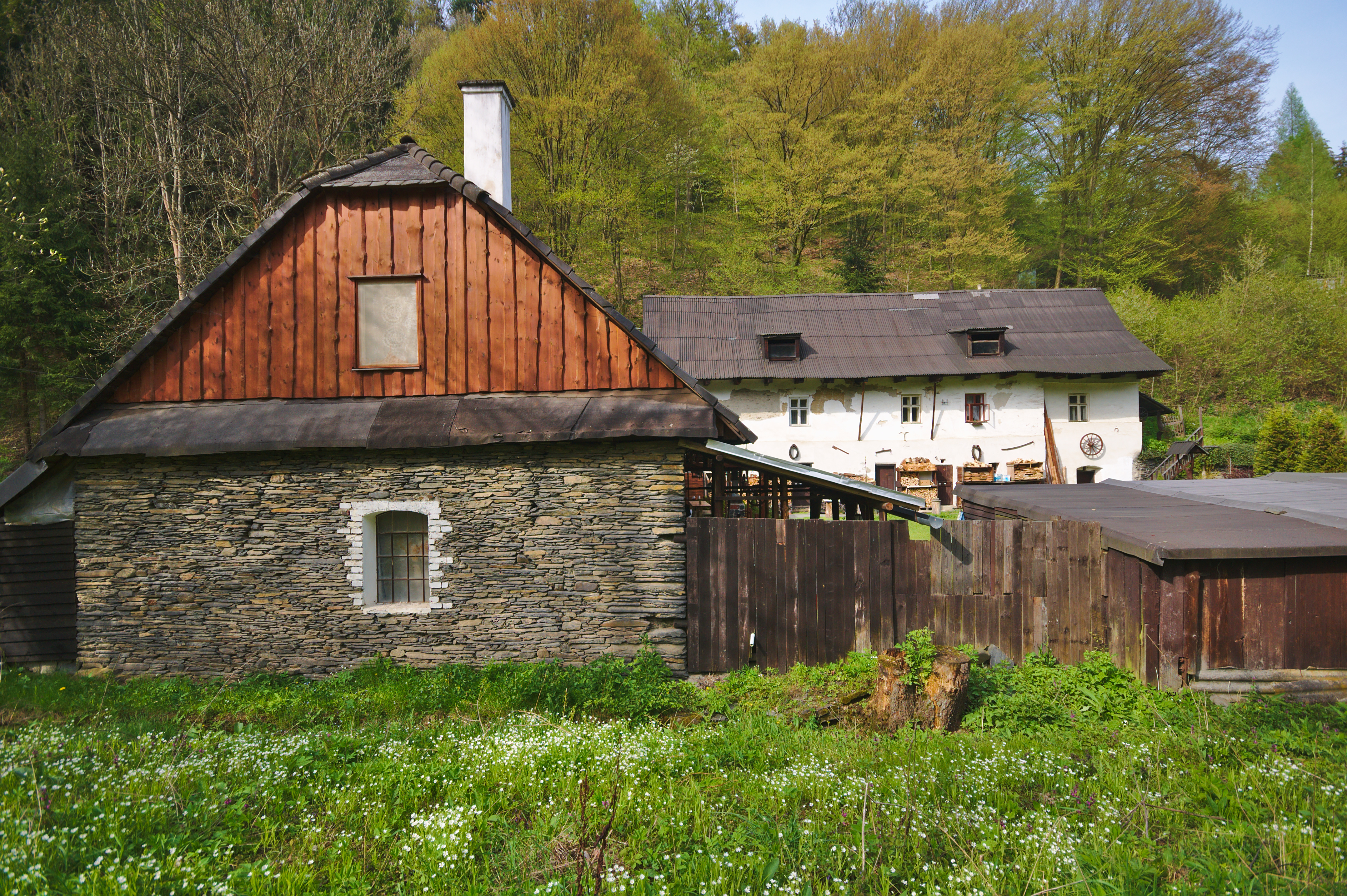
Panský mlýn
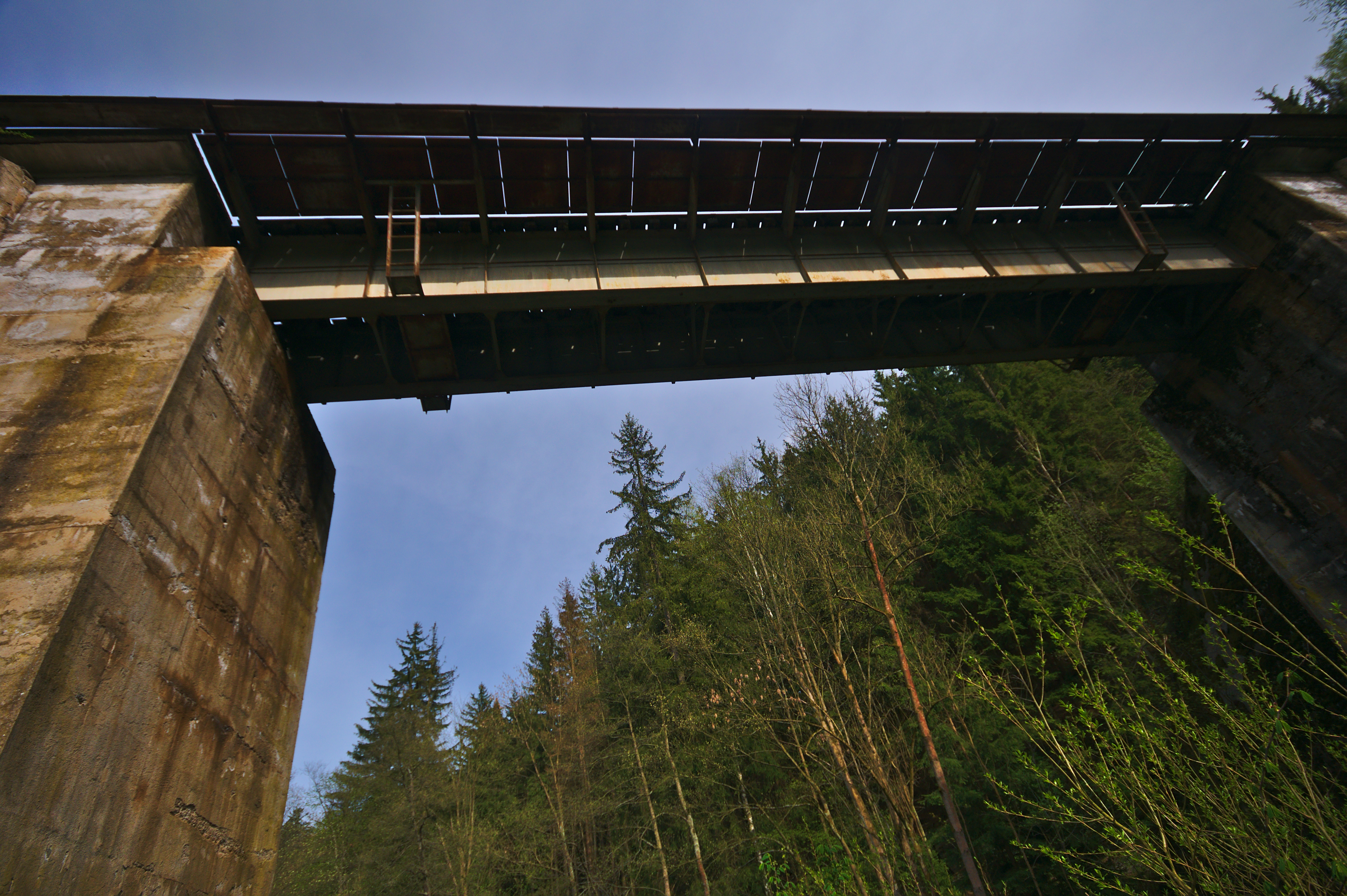
Železniční most přes Bystřici